# پل کلیجیری
پل کلیجیری (انگلیسی: Paul Caligiuri؛ زادهٔ ۹ مارس ۱۹۶۴)  بازیکن سابق و مربی فوتبال اهل ایالات متحده آمریکا است.
از باشگاه‌هایی که در آن بازی کرده‌است می‌توان به باشگاه فوتبال لس آنجلس گلکسی، باشگاه فوتبال هانزا روستوک، باشگاه فوتبال کلمبوس کرو، باشگاه فوتبال سن پائولی، باشگاه فوتبال فرایبورگ، و باشگاه فوتبال هامبورگ اشاره کرد.
وی همچنین در تیم ملی فوتبال ایالات متحده آمریکا بازی کرده‌است.